# Anton Pointner

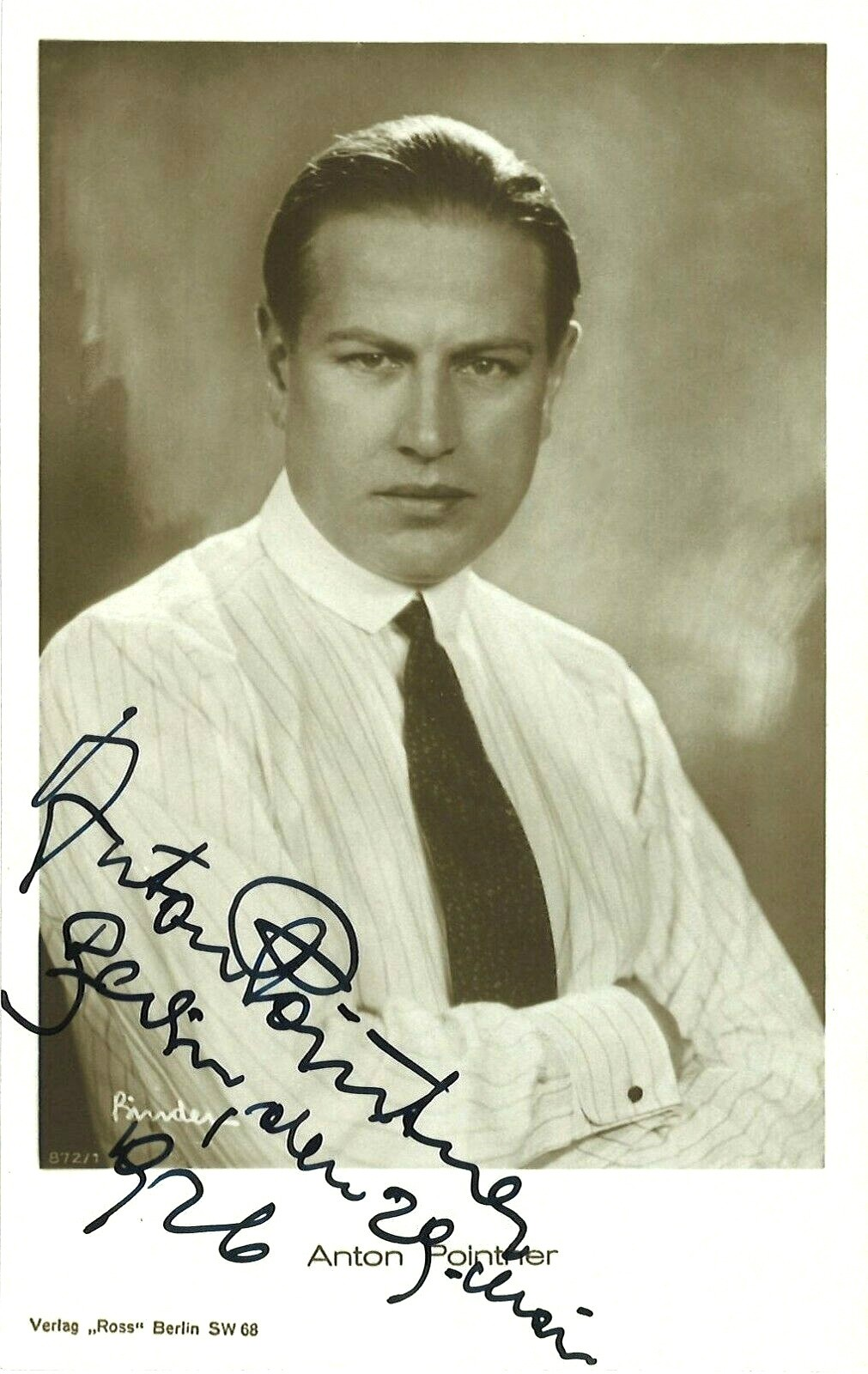
Pointner, 1926.

Anton Pointner (Salzburgo, 8 de dezembro de 1894 – 8 de setembro de 1949) foi um ator austríaco. Ele atuou em filmes mudos entre 1921 e 1948.

## Filmografia selecionada
- Lady Hamilton (1921)
- The Love Affairs of Hector Dalmore (1921)
- Frauenmoral (1923)
- Earth Spirit (1923)
- The Curse (1924)
- Beloved Augustin (1940)
- Riding for Germany (1941)
- Der große König (1942)
- Münchhausen (1943)
- Maresi (1948)